# Петрушино (Новосибирская область)
Петрушино — деревня в Баганском районе Новосибирской области. Входит в состав Мироновского сельсовета.

## География
Площадь деревни — 87 гектар

## История
Основано в 1907 году. В 1928 г. село Петрушино состояло из 190 хозяйств, основное население — русские. Центр Петрушинского сельсовета Андреевского района Славгородского округа Сибирского края.

## Население
| 1976 | 1995 | 2002 | 2007 | 2010 |
| ---- | ---- | ---- | ---- | ---- |
| 400  | ↘296 | ↘293 | ↘290 | ↘284 |

## Инфраструктура
В деревне по данным на 2006 год функционируют 1 учреждение здравоохранения, 1 образовательное учреждение.